# Minentaucher

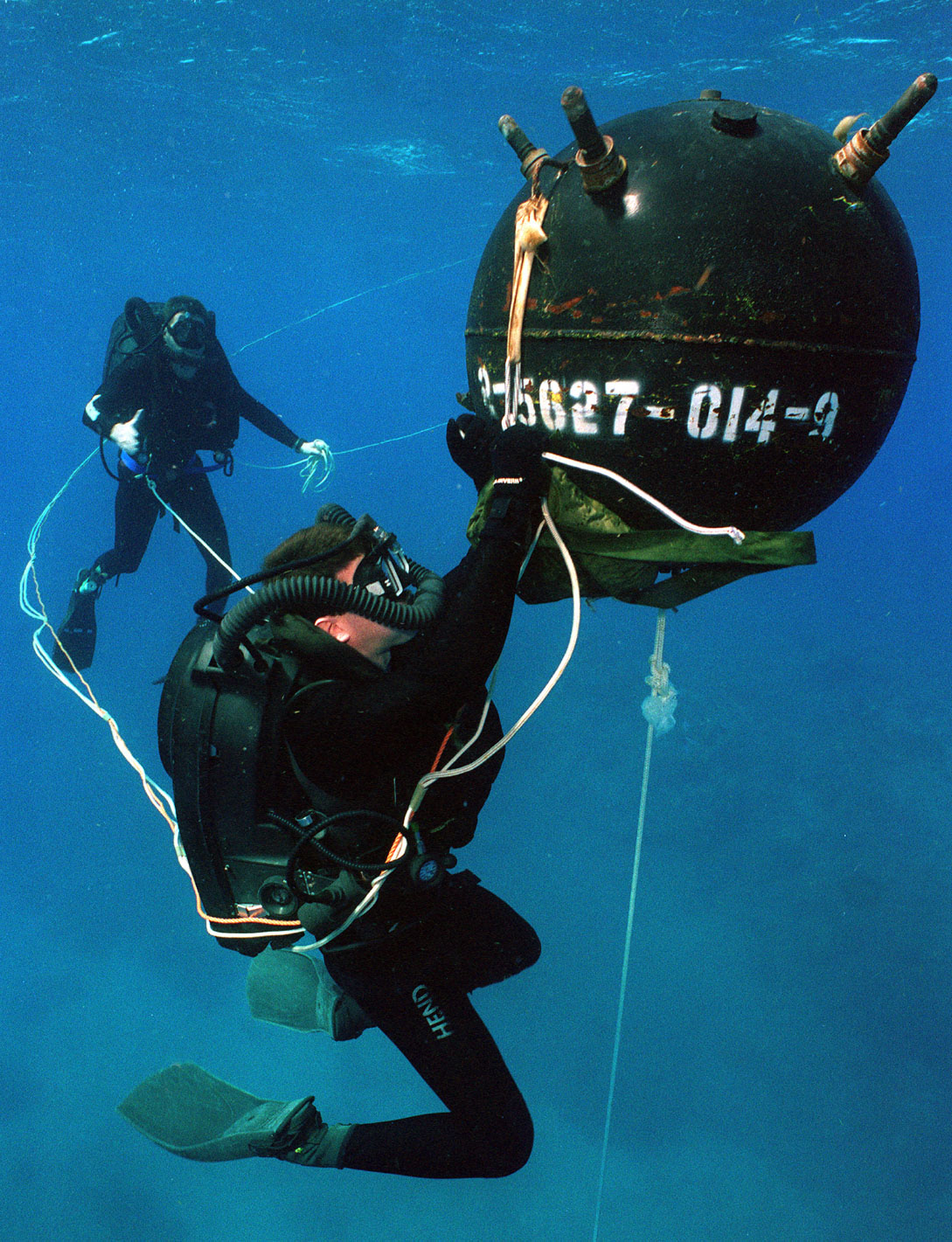
Minentaucher beim Entschärfen einer Ankertaumine

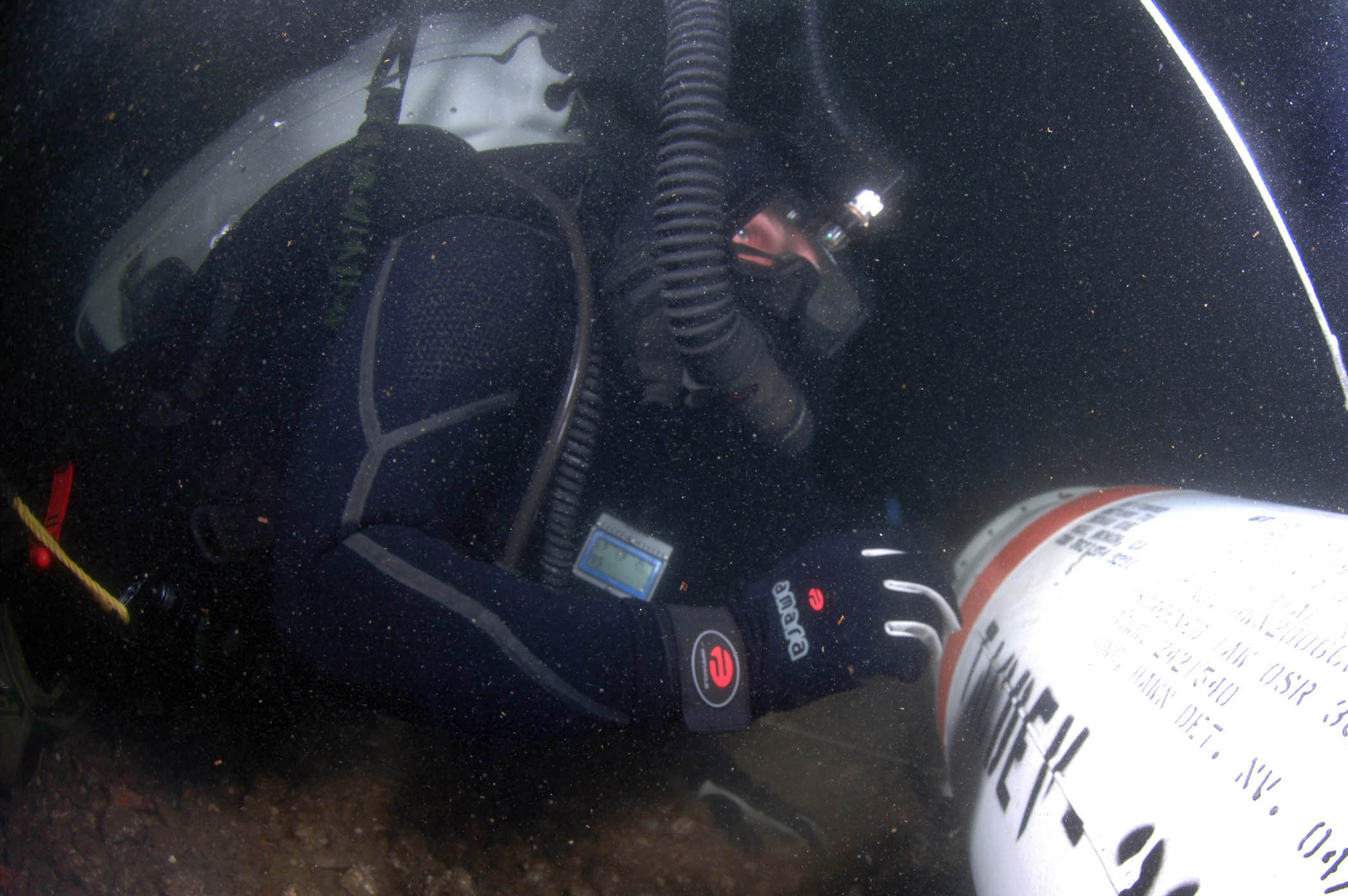
Vorbereitung zum Bergen einer Grundmine

Minentaucher sind militärische Taucher, deren Hauptaufgabe die Beseitigung von militärischen Seekampfmitteln wie Seeminen und anderen Unterwassersprengsätzen durch Entschärfung oder Sprengung ist.

## Aufgaben und Einsatz
Zu den Aufgaben von Minentauchern gehören:
- Kampfmittelbeseitigung zu Wasser und an Land, insbesondere Beseitigung der vom Gegner an Schiffsrümpfen und Unterwasseranlagen angebrachten Sprengkörper
- Suche, Klassifizierung und Beseitigung oder Bergung von Unterwasserwaffen wie Seeminen oder Sprengkörpern im Wasser.

Minentaucher sind in den meisten Ländern in Spezialeinheiten zusammengefasst. Sie werden von Land oder von Bord aus eingesetzt. Minenjagdboote führen im Minenabwehreinsatz stets ein Minentaucherteam mit. Spezielle Minentaucherboote dienen der Ausbildung und dem Einsatz von Minentauchern.

## Minentauchergruppierungen verschiedener Länder
- Australien: Royal Australian Navy, Clearance Diving Branch (RAN), Clearance diver
- Deutschland: Seebataillon der Deutschen Marine, Minentaucherkompanie, Minentaucher
- Frankreich: Force maritime des fusiliers marins et commandos (FORFUSCO), Commando de Montfort, Plongeur démineur dans la marine nationale française
- Italien: Comando Subacquei ed Incursori, Gruppo Operativo Subaquei (GOS)
- Japan: Japanische Maritime Selbstverteidigungsstreitkräfte, 水中処分員 (Explosive Ordnance Disposal Diver, (EOD))
- Schweden: Schwedische Streitkräfte, Röjdykardivisionen, Röjdykare
- USA: United States Navy, Underwater Demolition Team (UDT), Clearance diver, Vorläufer der United States Navy SEALs